# 異齒頜針魚
異齒頜針魚，為輻鰭魚綱鶴鱵目鶴鱵亞目鶴鱵科的其中一種。

## 分布
本魚分布於亞洲斯里蘭卡、印度、孟加拉、柬埔寨、越南、寮國、尼泊爾、巴基斯坦、泰國、馬來西亞、緬甸等溪流。

## 深度
水深0至2公尺。

## 特徵
本魚體延長，幾乎成圓柱形，截面圓形或橢圓形，背面為黃褐色，腹面為銀色。背面和腹面被一道深褐色斑紋分割。主要特徵是有著與頭一樣長的外伸頷部，佈滿許多銳利的牙齒，易傷人。背鰭軟條15至18枚；臀鰭軟條16至18枚，體長可達40公分。

## 生態
本魚棲息於淡水溪流或含鹽的河流地區，游速快，通常逆流而上，屬肉食性，以魚類、甲殼類、昆蟲等為食，獨居性，易受驚嚇。

## 經濟利用
可作為食用魚及觀賞魚。

## 扩展阅读
維基物種上的相關：異齒頜針魚